# 하인츠 코헛
하인츠 코헛(Heinz Kohut, 1913.5.3-1981.10.8)은 오스트리아 출신 미국 정신분석학자로서, 자기심리학(self psychology)을 창시하였다. 자기심리학은 정신역동(psychodynamic)/정신분석학 이론에서 영향력 있는 학파로, 분석치료와 역동치료 방식의 현대적 시행법을 바꾸는데 도움을 주었다.

## 어린 시절
코헛은 1913년 5월 3일 오스트리아(Austria) 빈(Wien)에서 태어났다. 아버지는 펠릭스 코헛(Felix Kohut)이었고 어머니는 엘제 코헛(Else Kohut, 친정 성씨는 람플Lampl)로서 하인츠는 이들의 외동아들이었다. 코헛의 부모는 빈의 9구역 알저그룬트(Alsergrund)의 동화 유대인(assimilated Jews) 출신이었으며, 결혼 후 2년만에 코헛을 얻었다. 펠릭스는 피아니스트가 되고자 했으나 1차대전으로 인한 트라우마로 꿈을 접고 폴 벨락(Paul Bellak)이라는 사람과 사업을 시작했다. 어머니 엘제는 전쟁 이후 빈에서 가게를 열었으나 이는 당시 여성들로서는 극히 드문 사례였다. 엘제와 하인츠 코헛 사이의 관계는 '자기애성 밀착(narcissistic enmeshment)' 상태라고 할 수 있었다.
코헛은 5학년까지 학교에 들어가지 않고, 개인가정강사들에게서 배웠다. 특히 프랑스어 교습이 많은 공을 들였다. 1924년부터 코헛은 빈의 제19구역인 그린칭(Grinzing)에 소재한 되블링거 김나지움(Döblinger Gymnasium)에 다녔다. 코헛 가족은 이후에 그린칭에 집을 짓게 된다. 학교에 다녔을 때도 코헛은 한 차례 남성 가정교사의 강습을 받았는데, 이때는 교육적인 토론이나 박물관이나 미술관 탐방, 오페라 관람 등이 주를 이뤘다. 코헛의 인생에서 이 남성교사는 첫 친구였다. 그 이전에는 엄마 엘제가 코헛을 동년배로부터 격리시켰기 때문이다.
학교에서는 그리스어와 라틴어, 그리스 문학과 로마 문학 교육에 특히 공을 들였다. 코헛은 괴테(Johann Wolfgang von Goethe), 토마스 만(Thomas Mann), 로버트 무질(Robert Musil)을 좋아했다.
1929년 코헛은 프랑스어를 배우기 위하여 2달동안 프랑스 브르타뉴(Bretagne) 생깨포르트리외(Saint-Quay-Portrieux)에서 머물렀다. 학교에서 코헛은 에우리피데스(Euripides)의 연극 키클롭스(The Cyclops)에 관한 소논문을 썼다. 그러나 당시 반 셈족 정서(anti-Semitic sentiments)를 지니고 있으면서 이후에 오스트리아 나치운동(Austrian Nazi movement)에 참여한 라틴어 교사가 코헛이 표절했다고 고소했다. 후에 아버지 펠릭스가 개입하여 이 소논문은 표절이 아닌 것으로 인정되었다.
1932년 코헛은 빈대학교(Universität Wien) 의과대학에 진학하였다. 6년 간의 공부와 함께 6개월은 파리(Paris)에서 인턴생활을 했는데 처음엔 오텔디외(Hôtel-Dieu)병원에서 시작했고, 이후엔 오피탈 생루이(Hôpital Saint-Louis)병원에서 이어나갔다. 오피탈 생루이 병원에서 코헛은 매독 치료에 배정되었는데, 이는 코헛에게 충격적인 경험이었다. 파리에서 코헛은 이스탄불(Istanbul)에서 온 유대인 의학도 자크 팔라시(Jacques Palaci)와 알게되었고, 1936년 코헛은 팔라시를 방문하였다. 이듬해 아버지 펠릭스가 백혈병으로 사망했다. 이후 코헛은 월터 마르세유(Walter Marseilles) 하에 들어가서 심리치료에 입문하였으나, 마르세유는 유능하지 못하였고, 1938년 초반 코헛은 지그문트 프로이트(Sigmund Freud)의 절친 아우구스트 아이혼(August Aichhorn) 하에서 정신분석을 시작하였다.
1938년 3월 12일, 아돌프 히틀러(Adolf Hitler)가 이끄는 나치 독일(Nazi Germany)의 오스트리아 병합(Anschluss Österreichs)이 있자, 유대인 출신인 코헛은 마지막 시험을 앞두고 난처한 상황에 처하였으나, 대학 내 모든 유대인 교수들이 쫓겨난 가운데에서도 코헛은 시험을 보게 되었다. 이후 나치는 모든 유대인 재산을 몰수하기 시작했다. 코헛은 오스트리아를 떠나 영국 켄트(Kent) 지방의 난민 캠프에 처음 도착했다. 코헛의 친척 대부분은 오스트리아에 남아있다거 홀로코스트(Holocaust)로 사망하였다.
1940년 2월 코헛은 영국 수송대를 따라 미국 보스턴(Boston)으로 건너갔고, 거기서 다시 버스를 타고 시카고(Chicago)로 갔다. 빈에서 온 코헛의 친구이자 훗날 미국의 유명한 음악학자가 되는 지그문트 레바리(Siegmund Levarie)가 먼저 시카고에 이주해 와서 삼촌과 함께 거주하였으며, 코헛의 비자발행을 주선하였고 코헛을 시카고로 불렀다. 어머니 엘제도 이탈리아를 경유하여 시카고로 이주해 왔다. 엘제는 오스트리아에 자금을 몰래 빼내와서 '데 엘지스(De Elsie’s)'라는 가게를 열었다.

## 시카고 생활 초반
코헛은 시카고 사우스쇼어병원(South Shore Hospital)에서 첫 직장을 잡았고, 1941년 시카고대학빌링스병원(University of Chicago's Billings Hospital, 현재 시카고대학 메디컬센터 University of Chicago Medical Center)에서 신경학 레지던스 생활을 시작했다. 이곳에서 그는 1948년까지 생활하면서 일하였다. 1947년 신경의학 자격을 취득하였다. 이즈음 코헛은 유대교에서 기독교로 개종하기로 결심했고 교파로서 유니테리언 교회(Unitatian Church)를 선택했다.
그러나 코헛은 신경학에 만족하지 못했다. 그는 연구실에서 대부분의 시간을 보냈고, 진정한 인간의 느낌을 충분히 접촉하지 못했다.

## 정신분석학자로서의 삶

### 정신의학과 정신분석학으로의 전업
1942년 말, 코헛은 시카고정신분석학연구소(Chicago Institute for Paychoanalysis)에 지원하였다. 이 연구소는 1920년대 베를린정신분석학연구소(Berlin Psychoanalytic Institute)를 모델로 삼아 1932년 프란츠 알렉산더(Franz Alexander)가 세운 곳이었다. 코헛은 합격하지 못했고 그 불합격은 결정적이었다. 불합격의 원인은 불명했으나 코헛은 교육분석(didactic analysis)조차 하지 못했다. 그러나 코헛은 같은 빈 출신 동료이자 아우구스트 아이혼의 정신분석 대상자이자 시카고정신분석학연구소의 훈련 및 감독 분석가인 루스 아이즐러(Ruth Eissler)와 함께 1943년 3월부터 분석을 하기 시작함으로써, 난국을 영리하게 타개하였다. 게다가 루스 아이즐러의 남편 커트 아이즐러(Kurt R. Eissler)도 역시 정신분석가였으며 아이혼으로부터 미국에서 장래가 촉망되는 정신분석가로 칭찬받고 있었다.
1944년 코헛은 신경의학을 떠나 정신의학으로 갔고 1947년 시카고대학 정신의학 조교수에 임명되었다. 1949년 정신의학 자격을 취득했다. 1946년 가을 시카고연구소에 합격했고 곧바로 과정에 들어갔다. 1947년 여름 두 가지 대조군(control) 사례가 주어졌고 1948년 초반에는 이어서 세네번째 사례를 받았다. 1949년 이때부터 코헛은 처음으로 환자를 받기 시작했다. 1950년 10월 시험을 보고 통과한 후에 정식으로 정신분석가가 되었다. 1953년 그는 연구소 직원은 물론 훈련 및 감독 정신분석가가 되었다.
가능한한 분석을 단축하려한 프란츠 알렉산더와 달리 코헛은 환자가 분석에 잘 할 만큼 길게 분석하였다. 정신분석의 대상 주제는 모두 환자가 제시하였고, 환자는 자기에게 일어난 일 무엇이든지 말해야 했다. "나는 당신이 자신을 시험하고 이해하기 위하여 할 수 있는 모든 것을 하겠다"고 한 환자에게 이야기했다 한다.
연구소에서 코헛은 환자를 받았다. 환자들은 모두 코헛을 존경했다고 전하지만, 경력 초기에 받았던 한 사례에서 그는 비참하게 실패했다고 한다. 또한 그의 초기 정신분석가 경력이 성공적이었는지에 대해서는 평가가 엇갈리기도 한다.
코헛은 같은 정신분석가들을 분석하기도 했는데, 이들은 자신들이 바라는 만큼의 교육분석으로부터 혜택을 받지 못하였다고 느꼈다. 그래서 몇몇은 코헛과 훈련분석(training analysis)을 했다. 이들은 피터 바글로우(Peter Barglow), 마이클 프란츠 바쉬(Michael Franz Basch), 조지 클럼프너(George Klumpner), 폴 톨핀(Paul Tolpin) 등이다.

### 정신분석학 강의
코헛은 이후 계속해서 연구소에서 교습하는 것에 전념하였다. 이윽고 코헛은 시카고 연구소에서 가장 천부적이고 창조적인 정신분석가로서 이름 나기 시작하였다. 루이스 샤피로(Louis Shapiro)와 조안 플레밍(Joan Fleming)과 함께 코헛은 연구소의 커리큘럼을 다시 작성하고 10년 동안 2년이론과정(two-year theory course)을 가르쳤다. 과정은 정신분석학의 역사 중 하나가 아니라 역사적 원칙에 따라 나타난 정신분석학적 심리학 연구였다. 프로이트 성향의 과정이었으며 어디에서 코헛은 자신의 이론적 관점을 접근해 들어갈 것인지에 대한 단서도 없었다. 코헛은 강연에서 메타심리학의 마스터로 비춰졌다. 나중에 코헛은 자신의 과정을 필립 세이츠(Philip Seitz)에게 넘겨주었다. 세이츠는 과정을 듣고 필기해 둔 다음에 내용을 코헛과 논의하고 나서 논의 내용에 맞춰 필기 내용을 수정하였다. 이들의 협동 작업으로 "정신분석학 개념과 이론 : 방법과 이론에 관하여(Concepts and Theories of Psychoanalysis: Relation of Method and Theory)"라는 글이 나오게 되었다. 세이츠는 30여년 후 자신의 필기를 한 권의 책으로 출간하였다.
코헛의 강의 스타일은 명료하였지만 청자의 입장을 배려하지 않는 편이었으며, 강의를 들은 폴 오른슈타인은 교육학적으로 실패하였다고 평가하였다. 또한 코헛의 총명함이 학생들을 수동적으로 만들고 학생들에게 독립된 사고를 하지 못하게 했다고도 전한다.
코헛은 분석가가 과학자가 되어야지, 규칙을 작업에 적용하기만 하는 기술자가 되어서는 안된다고 했다. 만약 기술자로서 정신분석가가 행동하면 정신분석학 전 분야에서는 역동정신의학(dynamic psychiatry)에 동화되어 사라질 것이라고 하였다.

### 미국정신분석학협회장 재임
코헛은 미국정신분석학협회(American Psychoanalytic Association, APsaA)에서 1950년대부터 활동하였다. 코헛은 『미국정신분석학협회지(Journal of the American Psychoanalytic Association)』 편집위원과 많은 위원회에서 활동하였다. 그러나 1960년대에 코헛은 협회 고위 임원이 되어, 총무(1961-1962), 회장 당선자(1962-1963), 회장(1964-1965)에 임명되었다. 이것이 커트와 루스 아이즐러 부부와의 친밀 관계를 더욱 굳혔다. 커트는 당시 뉴욕정신분석학협회및연구소(New York Psychoanalytic Society & Institute)의 중요인물이었다. 또한 코헛은 하인츠 하트만(Heinz Hartmann)과도 친구가 되었다. 하트만은 코헛에게 매우 중요한 인물이었다.
회장직을 맡으면서 코헛은 협회 내의 불화를 조정할 뿐아니라 모든 회의를 준비하고 다양한 위원회 활동을 하는 등 업무량이 상당하였다. 한 예로 정신분석가들은 미국 공화당 정치인이자 1964년 공화당 대선 후보였던 배리 골드워터(Barry Goldwater)의 정신건강에 관한 의견을 공표해야 하는지 혹은 할 수 있는지에 관한 문제가 제기되었다. 당시 코헛은 정통 프로이트학파 정신분석가의 대표였고, 프로이트학파의 정통 관점에서 벗어난 것으로 해석될 수도 있는 것들은 하지 않으려 했다. 또한 코헛은 차세대 정신분석가들에게 리더십을 제공하도록 선택된 인물로서의 명성도 신경쓰고 있었다. 후에 그는 1950년대에서 60년대 초까지 자신은 '미스터 정신분석(Mr. Psychoanaysis)'이었다고 농담조로 말한다. 이때 코헛은 전세계 정신분석학의 거두들과 모두 알고 지냈다. 이들 중 가장 중요한 인물로는 지그문트 프로이트의 딸 안나 프로이트(Anna Freud)였다. 코헛은 1964년 프린스턴(Princeton)에서 열린 회의에서 안나를 처음 만났다. 이후 계속해서 두 사람은 서신을 교환하였다. 1966년 가을, 시카고대학교는 안나 프로이트에게 명예박사학위를 수여하였다. 코헛은 이 아이디어를 처음 제안한 사람들 중 한 명이었던 것으로 보이며, 수여식을 위해 시카고에 왔을 때에도 그녀는 코헛 가족이 사는 아파트에서 머물렀다. 그녀를 위하여 다양한 행사가 마련되었고 코헛에게 있어서 이 수여식 행사는 대성공이었다. 그러나 결국 코헛은 회장직으로 심신이 지치면서 이론 개발에 소홀해짐을 느끼기 시작했고, 정통 정신분석학에 염증을 느꼈다. 게다가 코헛은 회장직을 맡으면서 자기중심적이고 자기밖에 모르며 자기애성(narcissistic) 성향을 가진 인간들을 만나게 되었다. 코헛 입장에선 정신분석학이라는 학문 자체는 잘못되지 않았지만, 문제는 자기 중심적인 생각을 기반으로 일하는 인간들에게 있었다. 혹자는 이를 두고 코헛이 자기애(narcissism)에 관한 소양을 계발하는 계기였다고 말한다.
결국 코헛은 회장직을 내놓았고, 1965년 국제정신분석학협회(International Psychoanalytical Association, IPA) 부회장으로 선발되었다. 1968년 코헛은 안나 프로이트와 아이즐러 부부로부터 이 협회 회장이 될 것을 권유받았는데, 때마침 1969년은 미국측에서 회장을 당선시켜야할 순번이었다. 그러나 결국 유럽측 회원들이 레오 랑겔(Leo Rangell)을 지지하기 시작하면서 코헛은 당선될 가능성이 없었다. 안나 프로이트는 코헛에게 패색이 짙은 경선에 참여하지 말 것을 당부하였고, 코헛은 경선에서 사퇴하였다. 코헛은 동료들에게는 회장직이 자신의 연구 활동에 방해가 될 것이라고 설명하였지만, 사실 이는 코헛이 스스로 지어낸 신화였다. 그럼에도 동료들은 당연하다는 듯이 이를 믿었더. 만약 코헛이 당선되었다면 그의 저서는 『자기의 분석(The Analysis of the Self)』 하나로 그쳤을 것이다.

### 저술 활동

#### 초기 저작
1946년초, 코헛의 친구 지그문트 레바리는 시카고대학교에수 콘서트를 열었다. 1947년, 헝가리 음악가 버르토크 벨러(Bartók Béla)가 작곡한 한 작품에 대한 청중들의 반응을 보고, 코헛은 음악의 심리학(the psychology of music)에 대한 일반 원리를 다룬 글을 썼다. 이는 1950년 "음악을 듣는 즐거움(On the Enjoyment of Listening to Music)"이란 제목으로 『정신분석학계간지(Psychoanalytic Quarterly)』에 게재되었다.
1947년 코헛은 독일 소설가 토마스 만(Thomas Mann)의 중편소설 『베네치아에서의 죽음(Der Tod in Venedig)』에 대해 관심을 가졌고, 1950년 졸업논문으로서 이 소설에 대한 생각들을 정리한 글을 제출하였다. 그러나 토마스 만이 아직 생존해 있었기에, 코헛은 이를 출간하지는 않았다. 토마스 만이 사망한 지 2년 뒤인 1957년에서야 코헛은 이를 다시 『정신분석학계간지』에 게재하였다.

#### 공감에 관하여
진정한 코헛의 과학적 공헌은 공감(empathy)에 대하여 다룬 1959년 논문 "자기성찰, 공감, 그리고 정신분석 : 관찰 양식과 이론 간의 관계에 관한 조사(Introspection, Empathy, and Psychoanalysis: An Examination of the Relationship Between Mode of Observation and Theory)"이었다. 이는 1957년 11월 시카고연구소 25주년 기념으로 작성하였다. 그리고 같은해 파리에서 정신분석학 회의에서 코헛은 이를 발표하였다. 주제는 한 인간이 다른 인간의 심리 상태에 접속할 수 있는 능력이라는 정신분석학과 관련되어 있었다. 흥미롭게도 이 주제와 관련하여 프로이트는 자신의 논문 각주에서 지나가는 말로 "어느 한 경로가 모방의 방식을 통하여 동일화에서 공감, 즉 다른 영혼의 삶에 대한 어떠한 태도를 취할 수 있는 방식으로 기제를 이해하는 것으로 향한다"라고 언급하였다. 코헛은 문제를 직접 다루고자 이 주제에 대하여 매우 명료하게 설명했고, 어떤 문제가 공감을 가지고 접근할 수 있고 어떤 것이 그렇지 않은지를 개요로 짰다. 본질적으로, 이는 양식으로서의 공감은 공감의 도움을 바탕으로 관찰할 수 있는 분야를 정의한다. 기본 논지는, 공감의 방식으로 접근할 수 있는 현상들은 심리적인(psychological) 것으로서 인간 정신세계(inner life)와 관련된 것이며, 그렇지 않은 것은 비심리적이며(non-psychological) 물리적 현상(physical phenomena)이라는 것으로 우리의 감각도구(sensory equipment)로 접근해야 한다는 것이다. 때문에 접근은 인식론적(epistemological)이다.
논문은 시카고에서 지지받았지만, 정신분석학의 기반에 근본적으로 도전하는 것이며 정신분석학에 적절치 않다는 이유로 『미국정신분석학협회지』 편집자로부터 거절당하였다. 그러나 맥스 지텔슨(Max Gitelson)이 중간에 개입하여 학회지는 이념적 검열을 수행해야한다고 주장하였고, 편집위원회에서는 재고 끝에 1959년에 이를 게재하였다.

#### 응용정신분석학
1960년 코헛은 『미국정신분석학협회지』에 "기본 규칙의 한도를 넘어. 응용정신분석학에 대한 최근의 공헌(Beyond the Bounds of the Basic Rule. Some Recent Contributions to Applied Psychoanalysis)"을 발행하였다. 여기서 코헛은 당시 출간된 네 가지 정신분석학 관련 위인전을 다뤘다.
- 필리스 그린에이커(Phyllis Greenacre), 『스위프트와 캐롤 - 두 인생에 관한 한 정신분석학 연구(Swift and Caroll, A Psychoanalytic Study of Two Lives)』, 1955
- 에드워드 허쉬만(Edward Hirschmann), 『위대한 사람들 - 정신분석학 연구(Great Men: Psychoanalytic Studies)』, 1955
- 이다 마칼피네•리처드 헌터(Ida Macalpine and Richard A. Hunter), 『(수정판) 다니엘 폴 쉬레버 - 나의 신경병에 관한 회고록((ed.): Daniel Paul Schreber, Memoirs of my Nervous Illness)』, 1955
- 에디타 슈테르바•리처드 슈테르바(Editha Sterba and Richard Sterba), 『베토벤과 그의 조카 - 이들의 관계에 대한 정신분석학적 연구(Beethoven and his Nephew. A Psychoanalytic Study of their Relationship)』, 1954

미술작품과 예술가의 삶에 대한 정신분석학적 접근법 사용과 관련하여, 코헛은 세 가지 문제를 제시하였다.
- 학자는 반드시 정신분석학과 연구 대상인 분야에 대하여 탄탄한 기반을 갖추고 있어야 한다.
- 학자는 기존의 정신분석학적 상황에서 벗어나서 연구를 하고 있으며 정신분석 대상자의 자유연상(free association) 기법으로는 이득을 얻지 못한다. 더욱이 연구 대상 인물은 예술창작물에서 거짓 자아(false self)를 드러내었을 가능성도 있다.
- 응용정신분석에서의 노력들은 정신분석학의 중요성 자체를 드러낼 수도 있다. 따라서 연구들은 환원주의(reductionism)의 비판에 열려있는 예술 행위와 관련이 거의 없다.

#### 용기에 관하여
논문 "용기에 관하여(On Courage)"는 코헛의 사후 1985년에야 초간되었다. 이 논문은 "Z씨에 관한 두 정신분석(The Two Analyses of Mr. Z)"을 제외하고 코헛이 쓴 가장 개인적인 글이라고 한다. 여기서 코헛은 나치 독일 시절 오스트리아의 양심적 병역거부자 프란츠 예거슈테터(Franz Jägerstätter), 그리고 나치 독일에 비폭력적 방법으로 저항한 독일 뮌헨대학교(Ludwig-Maximilians-Universität München) 백장미단(Weiße Rose)의 일원 한스 프리츠 숄(Hans Fritz Scholl)과 소피아 막달레나 숄(Sophia Magdalena Scholl) 남매를 소재로 하였다. 코헛은 이 인물들의 행동과 죽음을 기꺼이 받아들였던 태도에 대하여 고찰하였다. 코헛은 이들은 결코 미친 것이 아니라, 행동을 통해 이를 수 있는 한층 고차원적이고 심오한 심리적 진실을 드러냈다고 보았다. 이들의 가치관에는 나치 정권의 요구를 거부하는 것 외에 다른 여지는 없었다.

#### 미츠쉐를리히 찬사
1969년 10월, 프랑크푸르트 암마인(Frankfurt am Main) 연설에 초대되었을 때, 코헛은 독일 국민들의 전후 심리 문제들에 대하여 언급하였고 글로도 작성하였다. 코헛은 1950년대부터 알고 지내던 독일 심리학자 알렉산더 미츠쉐를리히(Alexander Mitscherlich)가 독일출판업평화상(Friedenspreis des Deutschen Buchhandels)을 수상하였을 때 찬미자로 선택되었다. 미츠쉐를리히는 의사이자 정신분석가로서, 2차대전과 홀로코스트에 대한 독일의 책임을 주장한 책들을 써서 호평을 받았다. 미츠쉐를리히는 개인치료의 정신분석학적 원리들을 독일 전체 인구를 치료할 수 있는 변형 치료법에 적용하였다는 것이 코헛의 찬사의 주요내용이었다. 당시 독일연방공화국(즉 서독) 대통령 구스타프 하이네만(Gustav Heinemann)도 이 연설의 청중이었으며, 2,3천만에 달하는 서독인들이 방송을 보았던 것으로 추정된다.

## 자기심리학의 발전
2차대전 이후, 프로이트학파 정신분석은 개인의 죄책감에 초점을 맞췄으며 개인의 정체성•의미•사고•자기 표현의 문제에 대하여 괴로워하는 사람들의 정서적인 관심과 요구라고 할 수 있는 '새로운 정신(new zeitgeist)'에 대하여서는 고찰하지 않았다. 처음 코헛은 자신이 따르던 기존의 분석적 관점을 그대로 인정하고, 자기(the self)를 자아(the ego)와는 분리되어 있지만 공존하는 것으로 보았다. 그러나 이후 코헛은 프로이트의 구조 이론인 '이드(id), 자아(ego), 초자아(superego)'를 거절하였다. 그리고 코헛은 삼원그도 자기(the tripartite(three-part) self)라고 명명한 것에서부터 이론을 발전시켰다.
코헛은 한 개인의 자존감(sense of worth)과 행복(well-being)을 포함한 개인의 자기상태(self states)의 욕구가 타인과의 관계에서 충족될 때만이 이 삼원구조자기가 발전할 수 있다고 보았다. 성과 공격성에 대한 본능적 동기인 욕동(drive), 내적 갈등(internal conflict), 환상(fantasy)에 초점을 맞춘 기존의 정신분석학과는 반대로, 자기심리학(self psychology)은 관계의 부침(vicissitudes of relationships)을 강조한다. 코헛은 우리가 어떻게 자기애(narcissism)를 모델로 사용하여 자기감(sense of self)을 발전시키는지에 관심이 있었다. 자기애 성향의 사람은 낮은 자존감(self-esteem)을 억누를 수 있다. 스스로를 높게 평가함으로써 자신의 무가치한 느낌(sense of worthlessness)을 없앨 수 있다.

## 자기심리학 운동

### 시작
루이스 샤피로(Louis Shapiro)와 제롬 캅카(Jerome Kavka) 등을 제외하면, 코헛의 동료들은 그의 새로운 발상에 대하여 호의적이지 않았다. 그러나 아놀드 골드버그(Arnold Goldberg), 마이클 프란츠 바쉬(Michael Franz Basch), 폴 오른슈타인, 아나 오른슈타인, 폴 토핀, 마리안 톨핀, 에른스트 볼프(Ernest Wolf)와 같은 젊은 정신분석가들과 초창기 존 지도(John Gedo)는 코헛의 연구에 관심을 보였다. 데이비드 마커스(David Marcus) 역시 잠시나마 코헛의 연구에 관심을 보였다.
골드버그는 그룹의 중심인물이 되었고, 폴 오른슈타인은 연구작업의 편집자가 되었다. 바쉬는 그룹의 이론을 가장 원형 그대로 유지하고 있었으나, 스스로는 비주류로 남았다.
그룹은 코헛의 아파트에서 만남을 갖고 코헛의 원고에 대해 논의하였다. 이는 훗날 『자기의 분석(The Analysis of the Self)』으로 발전하게 되었다. 1969년 봄과 여름에는 아홉번에 걸쳐 만남을 가졌다. 그룹은 원고가 어렵다고 느꼈고 코헛에게 책의 도입부를 새롭게 쓸 것을 권하였다. 그리하여 제1장 "서두 발상(Introductory Considerations)"이 되었다. 그러나 실제로는 이 제1장으로 인하여, 그의 책은 이전보다 더 이해하기 어려워졌다.

## 『자기의 분석』
『자기의 분석(The Analysis of the Self)』은 코헛의 첫 단행본으로, 1971년에 출간되었다. 이는 자기애성 인격장애(narcissistic personality disorder)와 그 정신분석학적 치료법에 관한 전문서적이다. 도입부에서 코헛은 '자기(영 the self, 독 das Selbst)'와 '자아(영 the ego, 독 das Ich)' 개념을 구분하였다. 이는 하인츠 하트만이 수행하였다. 자아, 초자아(the superego), 이드(the id)는 정신 기관(psychic apparatus)이고 마음의 동인(the agencies of the mind)인 반면, 자기는 동인이 아니라 정신 기관 내의 내용이자 구조이다.
자기는 과대자기(grandiose self)와 전능대상(omnipotent object)이라는 두 부분구조(part structure)를 갖는다. 이들은 모든 인간 개인의 발달 과정인데, 혼란스러운 것이기도 하고 건강한 것이기도 하다. 이들은 고유의 발달선(developmental line)이 있는데, 코헛은 이것이 대상애(object-love)의 발달선과는 분리되어 있다고 보았다. 자기애성 혼란형들은 이 발달이 저해되었고, 자기애성 구조(narcissistic structures)가 억압되었으며, 이 구조에 관여하는 자기애성 에너지(narcissistic energies)는 처분하지 않는다는 것이다. 이는 낮은 자존감과 함께 성도착(perversion)과 같은 다양한 증상들을 일으킨다.
정신분석 과정에서 이 구조들은 활성화되고 환자는 이를 변형할 수 있다. 일부는 과대자기가 우세하게 되고 거울전이(mirror transference)를 일으키며 환자는 분석가로부터 존경을 받길 기대한다. 다른 일부는, 전능한 대상이 우세하여, 환자는 정신분석가를 향하여 이상화 전이(idealizing transference)를 보인다.
정신분석과정은 물론 정상적인 유년기에서, (재)활성화된 구조들은 내재화(internalization) 변화 과정으로 들어가고, 과대자기는 야망(ambition)으로, 전능대상은 이상(ideal)으로 각각 변하게 된다. 정신분석가 등의 다른 당사자들은 자기대상(self-object)라고 하는데, 이는 자기의 일부로서 경험되기 때문이다. 역동이론(dynamic theory)에서는 유년기 발달에 대하여 강조하지만, 코헛은 자기대상 관계(self-object relationship)에 대한 욕구는 유년기에서 끝나지 않고 개인의 생애 전 단계에 걸쳐 지속된다고 보았다.
코헛은 욕동이론(drive theory)과 오이디푸스컴플렉스이론(theory of the Oedipus complex)의 연장선으로서 자신의 이론을 내세웠다. 이는 심리적 장애(paychological disturbance)가 오이디푸스컴플렉스에 앞서 발현하는 환자 유형에 관한 이론을 보여준다. 그 이전에는 이러한 환자들이 정신분석 치료를 사용하여 치료하기에는 장애가 너무 심각하다고 간주되어 왔었으나, 코헛에 이르러서는 이러한 환자들에게도 정신분석 치료가 가능하게 된 것이다.

## 사생활
1948년 코헛은 시카고연구소 세미나에서 사례자료를 제시하였다. 이때 사회복지 종사자 엘리자베스 메이어(Elizabeth Meyer)도 청중으로 참석하였다. 이들은 곧바로 사랑에 빠졌다. 아이혼에게 보낸 편지에서 코헛은 메이어가 오스트리아 빈 출신이라는 것이 결정적이었다고 말하였다. 메이어는 빈에서 잠시 머물다가 제니 바엘더(Jenny Waelder)로부터 정신분석을 받고 아이혼의 학생이 되었다. 이들은 1948년 10월 9일 결혼하였다. 1950년 코헛 부부는 외동아들을 얻고 토마스 어거스트 코헛(Thomas August Kohut)이라고 이름지어 주었다. 토마스라는 이름은 독일 소설가 토마스 만(Thomas Mann)에서 따오고 중간이름은 아우구스트 아이혼(August Aichhorn)에서 따왔다. 토마스의 탄생 이후 엘리자베스는 시카고연구소 전일업무직을 관두고 1961년에서야 반일업무직으로 연구소에 복귀하였다. 또한 코헛 부부는 한 동료의 아들을 입양하였는데, 아이의 엄마는 자살하였고 이후 아버지 역시 사망하였다.
토마스는 시카고대학교부속 실험학교(the University of Chicago Lab School)에서 연구하였고 정신분석학 훈련을 거쳤지만 역사학자와 역사심리학자가 되기로 결심하였다.
코헛은 휴가철에 유럽 여행을 했는데 때로는 정신분석학 괸련 업무로 떠나기도 했다. 코헛은 미국 캘리포니아 카멜(Carmel)이라는 도시를 휴가지로서 제일 좋아하였다. 1951년 초 코헛 가족은 이곳에서 7월 중순부터 9월 중순까지 두 달을 보냈다. 이런 식으로 코헛은 자신의 알레르기 원인이었던 덥고 습한 시카고 여름 날씨를 피할 수 있었다. 이들은 항상 같은 집에 묵었는데, 이 집 주인 부부는 영국인으로서 여름에는 본국으로 귀환하였다. 이 집에서 코헛은 많은 집필을 수행하였다. 또한 코헛 부부는 위스콘신(Wisconsin)에도 시골집 하나를 가지고 있었다. 여기에서 이들은 주말을 보냈고 겨울에도 있었다.
심리적 원인으로 코헛은 1957년까지는 빈을 가지 못했으나, 1957년에서야 코헛은 외삼촌 한스 람플(Hans Lampl)을 방문하였다. 외삼촌은 레이캄 요세프스탈 A.G. 제지회사(Leykam-Josefsthal A.G. paper company) 임원직에 복귀하였다. 람플은 코헛을 저녁에 초대하였고 자신의 지위를 이용하여 조카손자 토마스에게 선물을 주었다.
코헛의 모친 엘제는 코헛의 아파트와 멀지 않은 곳에서 살았으며, 1950년대와 60년대까지는 아들 집에 정기적으로 들러서 저녁을 같이 하고 명절을 보내었다. 모친은 코헛을 괴롭힌 유일한 인물이었다. 가족 중 누구도 엘제를 좋아하지 않았다. 엘제는 사람을 짓누르거나 사람들에게 공격적인 성향을 보였으며, 다른 사람 면전에 직접 대놓고 이야기하면서 손가락으로 쿡쿡 찔렀다.
1965년 75세 생일이 가까워질 무렵부터 엘제는 국소적인 편집망상(paranoid delusion)을 보였다. 노환까지 겹치면서 1970년 코헛은 엘제를 요양원에 보냈다. 이는 코헛에게 있어 해방된 듯한 경험이었다. 그제서야 코헛은 잠재적인 정신병을 가진 엄마로부터 도망치려고 일생동안 노력하였다는 것을 알게 되었다. 또한 코헛은 유년기에 아버지가 없었던 이유에 대해서도 알게 되었다. 코헛의 자서전 작가 스트로지어(Charles B. Strozier)는 엘제의 정신이상이 코헛의 창의력을 해방시켜 높은 수준의 퇴행 상태(regressed state)에 대한 의미를 더 깊이 연구할 수 있었으며, 그 결과 코헛은 『자기의 분석』을 쓸 수 있게 되었다고 본다. 엘제는 1972년 사망하였다.

### 정치적 관점
코헛은 정치적인 인물이었다. 스트로지어는 나치가 빈을 점령하였을 때에도 코헛은 이를 거의 몰랐다고 한다. 미국에서 코헛은 자유주의자로 평가되었고 총기 소유의 국가 관리를 주장하였다. 코헛은 베트남전쟁을 비도덕적이고 어리석은 것이라고 규탄했으나, 처음에는 아들 토마스의 반전적 태도에 대해 이해하지 못했다. 토마스는 이때 당시 오벌린단과대학(Oberlin College)에서 연구하였다. 오벌린단과대학은 반 노예제 단체인 지하철도(Underground Railroad)의 주요 근거지였다. 결국 코헛은 아들의 반전 사상과 반 닉슨(Nixon) 성향을 이해하고 일부 지지하였던 것으로 보인다.
사망 직전 코헛은 죽음을 예감하고 가족과 친구들과 많은 시간을 보냈가. 1981년 10월 7일 저녁 의식불명이 되었고, 다음날 아침 시카고에서 암으로 세상을 떠났다.

## 저서
- The Analysis of the Self: A Systematic Approach to the Psychoanalytic Treatment of Narcissistic Personality Disorders (1971). International Universities Press, New York. ISBN 0-8236-8002-9.
- The Restoration of the Self (1977). International Universities Press, New York. ISBN 0-8236-5810-4.
- The Search for the Self: Selected Writings of Heinz Kohut 1950–1978, Vol. 1 (1978). Edited by Paul Ornstein. International Universities Press, New York. ISBN 0-8236-6015-X.
- The Search for the Self: Selected Writings of Heinz Kohut 1950–1978, Vol. 2 (1978). Edited by Paul Ornstein. International Universities Press, New York. ISBN 0-8236-6016-8.

### 사후 출간 저서
- How Does Analysis Cure? (1984). Ed. Arnold Goldberg with Paul E. Stepansky. University of Chicago Press, Chicago and London. ISBN 0-226-45034-1, ISBN 978-0-226-45034-6
- Self Psychology and the Humanities (1985). Ed. by Charles B. Strozier. W. W. Norton & Co., New York & London. ISBN 0-393-70000-3.
- The Kohut Seminars on Self Psychology and Psychotherapy With Adolescents and Young Adults (1987). Edited by Miriam Elson. W. W. Norton & Co., New York & London. ISBN 0-393-70041-0, ISBN 978-0-393-70041-1.
- The Search for the Self: Selected Writings of Heinz Kohut: 1978–1981. Vol. 3 (1990). Edited by Paul Ornstein. International Universities Press, Madison, Connecticut. ISBN 0-8236-6017-6.
- The Search for the Self: Selected Writings of Heinz Kohut: 1978–1981. Vol. 4 (1991). Edited by Paul Ornstein. International Universities Press, Madison, Connecticut. ISBN 0-8236-6018-4.
- The Curve of Life: Correspondence of Heinz Kohut, 1923–1981 (1994). Edited by Geoffrey Cocks. University of Chicago Press, Chicago and London. ISBN 0-226-11170-9.
- The Chicago Institute Lectures (1996). Edited Paul Tolpin and, Marian Tolpin. The Analytic Press, Hillsdale, N.J. ISBN 0-88163-116-7.

### 관련저술
- Arnold Goldberg (ed.): The Psychology of the Self: A Casebook. (1978) International Universities Press, New York. ISBN 0-8236-5582-2.
- Philip F. D. Rubovits-Seitz: Kohut’s Freudian Vision (1999). The Analytic Press, Hillsdale, N.J. and London. ISBN 0-88163-284-8.

## 참고서적
- Siegel, Allen M. (1996). Heinz Kohut and the Psychology of the Self. London/New York: Routledge. ISBN 0-415-08638-8.
- Strozier, Charles B (2004). Heinz Kohut: The Making of a Psychoanalyst. New York: Farrar, Straus and Giroux. ISBN 0-374-16880-6.

## 같이 보기
- 오토 컨버그
- 자기심리학
- 자기애
- 자기애 방어
- 자기애 분노와 자기애 손상
- 자기애성 인격장애